# 련선웨어
련선웨어(Rensenware)는 윈도우 기반 컴퓨터에서 작동되는 악성코드인 랜섬웨어이다. 제작자는 대한민국의 프로그래머 허강준(닉네임 "0x00000FF")으로 장난성으로 처음 만들어진 프로그램이다. 2017년 4월 5일(대한민국 표준시 기준) 처음 발표되었다.
련선웨어를 실행하면 동방 프로젝트의 등장 인물 중 한 명인 무라사 미나미츠의 그림과 함께 파일이 암호화된다는 창이 띄워진다. 보통의 랜섬웨어가 사용자가 파일을 해독하기 위해서 바이러스 제작자에게 돈을 지불하도록 하는 것과 달리, 련선웨어는 암호를 해독하기 위해 2009년 발매된 탄막 슈팅게임 동방성련선 ~ Undefined Fantastic Object의 루나틱(Lunatic) 난이도 2억점을 달성하도록 요구한다는 점에서 랜섬웨어 중에는 매우 이례적인 예이다.

## 실행 방식
련선웨어 실행시 특정 확장자로 사용자의 파일을 암호화한다. 파일이 암호화 된 이후에는 닫을 수 없는 경고창이 나타난다. 이 프로그램에서는 랜섬웨어에는 포함되어 있지 않은 동방성련선의 플레이를 강제하며 파일을 해독하기 위해서는 루나틱 난이도에서 2억점을 달성해야 한다. 프로그램은 점수 체크를 위해 게임 내 'TH12' 프로세스와 누적 포인트를 자동으로 감지한다.
개발자는 영향을 받은 사용자를 위해 사용자 지정 점수를 설정하고 메모리를 변조하여 '치트'를 통해 바이러스를 무력화하는 프로그램을 공개하였다.